# Мордовское Афонькино
 Мордовское Афонькино  — село в Черемшанском районе Татарстана. Административный центр Мордовско-Афонькинского сельского поселения.

## География
Находится в южной части Татарстана на расстоянии приблизительно 11 км по прямой на восток-северо-восток от районного центра села Черемшан.

## История
Основано в 1730-х годах. В начале XX века имелось волостное правление.

## Население
Постоянных жителей было: в 1859—673, в 1889—995, в 1910—1211, в 1920—1312, в 1926—972, в 1949—594, в 1958—626, в 1970—636, в 1979—491, в 1989—283, в 2002 − 190 (мордва 81 %), 122 в 2010.